# FOCINE
La Compañía del Fomento Cinematográfico (de Colombia) - FOCINE fue la entidad estatal encargada del Fondo Nacional del Cine Colombiano entre 1978 a 1993, la cual se encargó de diseñar, ejecutar, producir y fomentar el desarrollo de la Industria Fílmica del país a través de las Políticas Públicas dictadas por el Gobierno Colombiano. Durante su periodo de funcionamiento, FOCINE construyó las bases para una nueva etapa del Cine Colombiano, que permitió llevar a distintas producciones del país a Festivales de Cine Internacionales, obteniendo importantes reconocimientos a nivel mundial y posicionando el cine colombiano como uno de los más importantes de América.

## Historia

### Antecedentes de FOCINE
El primer antecedente existente para el desarrollo de la Política Pública del Cine en Colombia, es la formulación de la Ley Novena de 1942, que fomenta el desarrollo de la industria fílmica en Colombia, generando exenciones en impuestos y facilidades a los realizadores de cine dentro del territorio colombiano, que coincide con la época de oro del cine colombiano, dirigido por los Hermanos Acevedo que producían la mayor parte del contenido cinematográfico en el país en ese entonces. Pero la crisis del cine de principios de los años 50 llevó a que gran parte de las grandes casas de producción de cine en el país desaparecieran o se convirtieran, como el caso de Cine Colombia, en exclusivamente distribuidoras o exhibidoras de producciones cinematográficas del exterior.
Alrededor de los años 70, el cine colombiano pasa por una etapa donde los nuevos directores producían cine documental, especializado en la crítica social y las necesidades de un país que vivía en medio de una situación política y civil explosiva, causando el interés de muchos de crear producciones que asistían a festivales de cine de talla mundial obteniendo premios que generaron dentro del círculo cinematográfico del país un concepto llamado Corto de Sobreprecio, causado por la promulgación del Decreto 879 de 1971 que promulga una cuota de pantalla y excepciones tributarias y aduaneras para la importación de material cinematográfico en Colombia, en esta época destacan las joyas Oiga, Vea (1971), Chircales (1972) y Que es la Democracia (1972).

### El nacimiento y la era del FOCINE
A partir de estas experiencias que reactivaron el cine nacional, el gobierno del entonces presidente Alfonso López Michelsen decide crear una entidad encargada de fomentar el desarrollo de un cine en crecimiento pero con problemas de financiamiento para poder desarrollarlo dentro del territorio colombiano, es así que a través del Decreto 1924 del 28 de julio de 1978 nace la Compañía de Fomento Cinematográfico - FOCINE
El presidente López Michelsen nombra como primera directora a la directora Isadora de Norden, quien administra a FOCINE entre 1978 a 1982, generando una serie de medidas que permitieran fortalecer el desarrollo de las películas colombianas apoyadas por el Fondo, como el créditos de fomento administrados por ProExpo, la gestión para políticas de flexibilización a las importaciones de material fílmico y el fomento de las proyecciones de las películas nacionales en las salas de cine dentro de Colombia, en un momento donde las producciones estadounidenses y mexicanas dominaban el mercado de proyecciones en el país. Con la medida de los créditos de fomento, lo que buscó fue que si el productor no podía pagar los créditos por producciones entonces FOCINE pasaría a ser propietaria de la cinta y podría distribuirla, exhibirla y conservarla de manera indefinida, obteniendo las ganancias para fortalecer el Fondo.
En 1982 asume como Directora del FOCINE María Emma Mejía quien desarrolla durante su periodo de trabajo un nuevo modelo de crédito de fomento especial para los productores con una reconocida hoja de vida, eliminando la figura de la hipoteca de producciones, cambiando el programa y fortaleciendo la proyección de los cineastas que recibirían fondos de una manera más flexible para producir en Colombia; además de ello, durante ese mismo año el FOCINE, se convierte también en productora, lo que acrecentó una serie de dinámicas que permitieran a nuevos directores impulsar sus producciones en todo el territorio nacional y poderlas exhibir en Festivales Internacionales, donde muchas de ellas reconocieron importantes galardones, destacándose que la obra Cóndores no entierran todos los días de Francisco Norden llegara a ser la primera película colombiana seleccionada para competir en el Festival de Cine de Cannes.

### El declive de FOCINE y su liquidación
Sin embargo, a pesar del éxito a nivel internacional de las películas colombianas de la época FOCINE en Festivales de Cine, la taquilla fue un causante del fracaso de la Compañía de Fomento de Cine, provocando que en el año de 1992, mientras se preparaba el lanzamiento de su última producción como entidad de fomento del cine: La estrategia del caracol, se expide el Decreto 2125 del 29 de diciembre declaraba la liquidación de la empresa que durante 16 años había sido la casa del cine colombiano. Terminando en el año de 1993 su liquidación, el cine nacional quedó sin fondos estatales hasta que en la Ley 397 de 1997, en medio del nacimiento del Ministerio de Cultura, nace el Fondo para el Desarrollo Cinematográfico - Proimagenes en Movimiento que años más tarde se convertiría en Proimagenes Colombia
Entre 1978 y 1993, FOCINE produjo cerca de 31 largometrajes, 139 mediometrajes, 2 cortometrajes y en vídeo 1 largometraje y 11 cortometrajes, destacándose las obras de directores como Gustavo Nieto Roa, Camila Loboguerrero, Sergio Cabrera, Victor Gaviria, entre otros que hoy son referentes del cine nacional y que años después impulsarían el desarrollo de nuevas políticas para el sector fílmico colombiano.

## Producciones apoyadas por FOCINE
Los largometrajes hechos por Focine fueron: 
- Amazonas: infierno y paraíso, de Romulo Delgado. 1980
- Amenaza nuclear, de Jacques Osorio. 1981
- El manantial de las fieras, de Ramiro Meléndez. 1982
- La virgen y el fotógrafo, de Luis Alfredo Sánchez. 1982
- Pura Sangre, de Luis Ospina. 1982
- Cristóbal Colón de Fernando Laverde. 1983
- Ajuste de cuentas, de Dunav Kuzmanich. 1983
- Con su música a otra parte, de Camila Loboguerrero. 1983
- Triángulo de oro, la isla fantasma, de Jairo Pinilla 1983
- Carne de tu carne, de Carlos Mayolo. 1983
- Los Emberá, de Roberto Triana Arenas. 1984
- Pisingaña, de Leopoldo Pinzón. 1984
- Caín, de Gustavo Nieto Roa. 1984
- El día de las mercedes, de Dunav Kuzmanich. 1985
- La boda del acordeonista, de Luis Fernando Botía. 1985
- San Antoñito, de Pepe Sánchez. 1985
- Tiempo de morir, de Jorge Alí Triana. 1985
- A la salida nos vemos, Carlos Palau. 1986
- El día que me quieras, de Sergio Dow. 1986
- Extraña regresión, de Jairo Pinilla. 1986
- El embajador de la India, de Mario Ribero. 1986
- El tren de los pioneros, de Leonel Gallego Restrepo. 1986
- Andrés Caicedo: unos pocos buenos amigos, de Luis Ospina. 1986
- Visa U.S.A., de Lisandro Duque. 1986
- La mansión de Araucaima, de Carlos Mayolo. 1986
- Profundo, de Antonio Llerendi. 1987
- Martín Fierro, de Fernando Laverde. 1988
- Técnicas de duelo: una cuestión de honor, de Sergio Cabrera. 1988
- María Cano, de Camila Loboguerrero. 1990
- Rodrigo D. No futuro, de Víctor Gaviria. 1990
- Un hombre y una mujer con suerte, de Gustavo Nieto Roa. 1991
- La estrategia del caracol, de Sergio Cabrera. 1990

## Entidades supervivientes de la época FOCINE
Actualmente la entidad que sobrevive a la liquidación de FOCINE es la Fundación Patrimonio Fílmico Colombiano que nace en 1986 como iniciativa del antiguo FOCINE, con la Cinemateca Distrital, Cine Colombia y la antigua Inravisión (Hoy RTVC).